# Козлукьой (дем Гюмюрджина)
Вижте пояснителната страница за други значения на Козлукьой.
Козлукьой (на гръцки: Καρυδιά, Каридия) е село в Западна Тракия, Гърция. Селото е част от дем Гюмюрджина.

## География
Селото е разположено на 2 километра северно от Гюмюрджина (Комотини).

## История
В XIX век Козлукьой е българско село в Гюмюрджинска кааза в Одринския вилает на Османската империя. Според „Етнография на вилаетите Адрианопол, Монастир и Салоника“, издадена в Константинопол в 1878 година и отразяваща статистиката на населението от 1873 година, Козлуя (Kozlouq) има 50 домакинства и 248 жители българи.
В 1890-те години част от българското население на селото, начело с първенците чолбаджи Ангел, брат му Стою, Спиро Даулджията, Ставри Чолаков, Петко Манолев и други, приема върховенството на Българската екзархия.
| Църковно-училищни и революционни дейци | Църковно-училищни и революционни дейци |
| Име                                    | Бележка                                |
| -------------------------------------- | -------------------------------------- |
| 1. Пею Костов Дюлгерина                |                                        |
| 2. Метакса Костов                      | брат на Пею Костов                     |
| 3. Ставри Чолаков                      |                                        |
| 4. Киро Д. Чавдаров                    |                                        |
| 5. Спиро Даулджиев                     |                                        |
| 6. Ангел Чорбаджи                      |                                        |
| 7. Стою                                | брат на Ангел Чорбаджи                 |

## Личности
Родени в Козлукьой
- Георги Спиров Даулджиев, български военен деец, младши подофицер, загинал през Първата световна война[4]